# ゴールデンバレー郡 (モンタナ州)
ゴールデンバレー郡（英: Golden Valley County）は、アメリカ合衆国モンタナ州の中央部に位置する郡である。2010年国勢調査での人口は884人であり、2000年の1,042人から15.2％減少した。モンタナ州の郡で人口が少ない方から3番目である。郡庁所在地はライゲイト（人口245人）であり、同郡で人口最大の自治体でもある。

## 地理
アメリカ合衆国国勢調査局に拠れば、郡域全面積は1,176平方マイル (3,045.8 km2)であり、このうち陸地は1,175平方マイル (3,043.2 km2)、水域は1平方マイル (2.6 km2)で水域率は0.09％である。

### 主要高規格道路
- アメリカ国道12号線
- モンタナ州道3号線

### 隣接する郡
- ファーガス郡 - 北
- マッスルシェル郡 - 東
- イエローストーン郡 - 南東
- スティルウォーター郡 - 南
- スウィートグラス郡 - 南西
- ウィートランド郡 - 西

### 国立保護地域
- ルイスアンドクラーク国立の森（部分）

## 人口動態
以下は2000年の国勢調査による人口統計データである。
| 基礎データ - 人口: 1,042人 - 世帯数: 365 世帯 - 家族数: 263 家族 - 人口密度: 0人/km2（1人/mi2） - 住居数: 450軒 - 住居密度: 0軒/km2（0軒/mi2） 人種別人口構成 - 白人: 99.14% - ネイティブ・アメリカン: 0.58% - アジア人: 0.10% - 混血: 0.19% - ヒスパニック・ラテン系: 1.25% 先祖による構成 - ドイツ系：44.4％ - アメリカ人：11.4％ - ノルウェー系：8.2％ - イギリス系：7.7％ 言語による構成 - 英語：88.5％ - ドイツ語：11.1％ 年齢別人口構成 - 18歳未満: 27.6% - 18-24歳: 5.9% - 25-44歳: 23.0% - 45-64歳: 27.0% - 65歳以上: 16.5% - 年齢の中央値: 42歳 - 性比（女性100人あたり男性の人口） - 総人口: 107.2 - 18歳以上: 103.2 | 世帯と家族（対世帯数） - 18歳未満の子供がいる: 26.8% - 結婚・同居している夫婦: 66.8% - 未婚・離婚・死別女性が世帯主: 3.3% - 非家族世帯: 27.9% - 単身世帯: 24.4% - 65歳以上の老人1人暮らし: 11.0% - 平均構成人数 - 世帯: 2.41人 - 家族: 2.85人 収入と家計 - 収入の中央値 - 世帯: 27,308米ドル - 家族: 35,000米ドル - 性別 - 男性: 14,028米ドル - 女性: 19,063米ドル - 人口1人あたり収入: 13,573米ドル - 貧困線以下 - 対人口: 25.8% - 対家族数: 16.5% - 18歳未満: 20.4% - 65歳以上: 21.6% |

## 町
- ラビナ
- ライゲイト - 郡庁所在地